# Mr. Mercedes
Pour les articles homonymes, voir Mercedes.
Mr. Mercedes (titre original : Mr. Mercedes)  est un roman policier de Stephen King paru aux États-Unis le 3 juin 2014 puis en France le 28 janvier 2015. Ce roman est le premier tome d'une trilogie centrée sur le personnage de Bill Hodges, policier à la retraite. Le second volume, intitulé Carnets noirs, est paru le 2 juin 2015. Le troisième volume est intitulé Fin de ronde.

## Résumé
Brady Hartsfield, jeune homme travaillant dans un magasin d'électronique et d'informatique tout en étant vendeur ambulant de glace et de confiserie, a vécu une enfance difficile avec une mère dérangée psychologiquement. Il n'en est pas ressorti indemne et voue au monde une haine féroce, voulant prendre sa vengeance à travers le meurtre de masse. En avril 2009, après avoir dérobé une Mercedes grâce à un appareil électronique de sa construction, il se rend à une foire à l'emploi et fonce dans la foule, tuant huit personnes, puis s'échappe sans encombre. L'enquête policière qui s'ensuit fait naître un sentiment de culpabilité chez Olivia Trelawney, la propriétaire de la voiture. Brady Hartsfield parvient à la contacter par l'intermédiaire d'un réseau social sur Internet. Prenant un ascendant psychologique sur elle, il accentue cette culpabilité et l'amène à se suicider.
Après cette glorieuse victoire, Brady Hartsfield jette son dévolu sur Bill Hodges, un des deux policiers chargés de l'enquête sur le meurtrier à la Mercedes, âgé au moment des faits de soixante-et-un ans. Grâce à ses déplacements en tant que glacier ambulant, il a noté que Bill Hodges est en dépression à la suite de la cessation de son activité professionnelle. Il veut tenter de l'amener également au suicide. Pour cela, il lui envoie tout d'abord une lettre manuscrite dans laquelle il le nargue et lui propose de discuter sur un réseau social sur Internet. Mais au lieu d'accentuer la détresse psychologique de l'ancien policier, cette tentative lui redonne l'occasion de se plonger dans une enquête et ainsi le remet d'aplomb, ne serait-ce qu'en titillant sa curiosité en écrivant régulièrement "créminel" au lieu de "criminel" ou via le nom d'utilisateur que Brady a utilisé sur le réseau social : "Kermitethefrog".
Hodges rencontre Janey Trelawney, la sœur d'Olivia, et celle-ci l'engage pour qu'il éclaircisse les circonstances du suicide de sa sœur. Ils entament par ailleurs une liaison amoureuse. Avec l'aide de Jerome Robinson, un adolescent de dix-sept ans qui fait de petits travaux pour lui, Hodges découvre comment la Mercedes a été volée. Il noue également le dialogue avec Hartsfield via Internet et prend l'ascendant psychologique. Hartsfield prévoit alors d'empoisonner le chien des Robinson à la strychnine mais c'est sa mère qui mange par erreur la viande empoisonnée. La mort de sa mère accroît le déséquilibre mental d'Hartsfield, qui décide de tuer Hodges puis de « partir en beauté » sur un dernier coup d'éclat. Peu après, la mère très malade de Janey meurt à son tour. En juin 2010, alors que Hodges et Janey assistent au service funéraire, Hartsfield piège la voiture de l'ancien policier. Il la fait exploser sans s'apercevoir que seule Janey était à son bord.
Hodges est bouleversé par la mort de Janey mais toujours déterminé à arrêter le tueur. Jerome Robinson et Holly Gibney, la cousine de Janey, âgée de quarante-cinq ans et très fragile émotionnellement, découvrent un programme dans l'ordinateur d'Olivia conçu pour lui faire croire qu'elle était hantée par les fantômes des victimes de la tuerie. Le trio d'enquêteurs en déduit que le criminel était le réparateur en informatique d'Olivia et remontent sa piste jusqu'à découvrir son identité. Pendant ce temps, Hartsfield finalise son plan qui consiste à se faire exploser pendant le concert d'un boys band. Il se fait passer pour un handicapé et introduit les explosifs en les dissimulant dans son fauteuil roulant. Chez les Hartsfield, Hodges et ses deux comparses mettent au jour le projet d'Hartsfield. En arrivant à la salle de concert, Hodges est victime d'un malaise cardiaque mais Holly et Jerome arrêtent Hartsfield juste à temps, Holly le plongeant dans le coma en le frappant avec la chaussette lestée de billes d'acier de Hodges.
Peu après, Holly et Jerome sont récompensés par le maire pour leur conduite héroïque. De son côté, Hodges s'est remis de son malaise. Il est mis en cause pour ne pas avoir prévenu la police de ce qu'il savait mais les charges contre lui sont finalement levées.
En novembre 2011, Brady Hartsfield sort du coma.

## Accueil et distinctions

### Accueil
Le roman est entré directement à la 1re place de la New York Times Best Seller list le 22 juin 2014. Il est resté dix semaines dans ce classement, dont une passée à la première place. Il s'en est vendu environ 308 000 exemplaires aux États-Unis en 2014, ce qui le classe en 13e position des ventes de livres de fiction pour adultes de l'année.

### Distinctions
Mr. Mercedes a remporté le prix Hammett 2014 et le prix Edgar-Allan-Poe 2015 du meilleur roman. Il a aussi remporté le Goodreads Choice Award 2014 du meilleur livre dans les genres thriller et mystère.

## Adaptations
Une adaptation sous forme de série télévisée de dix épisodes est produite par la chaîne Audience Network pour une sortie à l'été 2017. Brendan Gleeson a été choisi pour tenir le rôle de Bill Hodges, Harry Treadaway celui de Brady Hartsfield et Mary-Louise Parker celui de Janey Trelawney.